# Arões Sport Club
El Arões Sport Clube es un equipo de fútbol de Portugal que juega en la Primera División de Braga, una de las ligas de la cuarta categoría de fútbol en el país.

## Historia
Fue fundado el 6 de septiembre de 1991 en la localidad de Sao Romao de Aroes en el distrito de Braga luego de que se desafiliara del CFJ Arões, en el cual era la sección de fútbol de esa entidad.
En la temporada 2015/16 juega por primera vez en el campeonato de Portugal, en donde desciende en su temporada de debut y también debuta en la Copa de Portugal, donde es eliminado en la primera ronda.
En la temporada 2016/17 gana el título de la liga distrital y retorna al Campeonato de Portugal.

## Palmarés
- Liga Regional de Braga: 1

2016/17